# Isis (Zeitschrift, 1816)

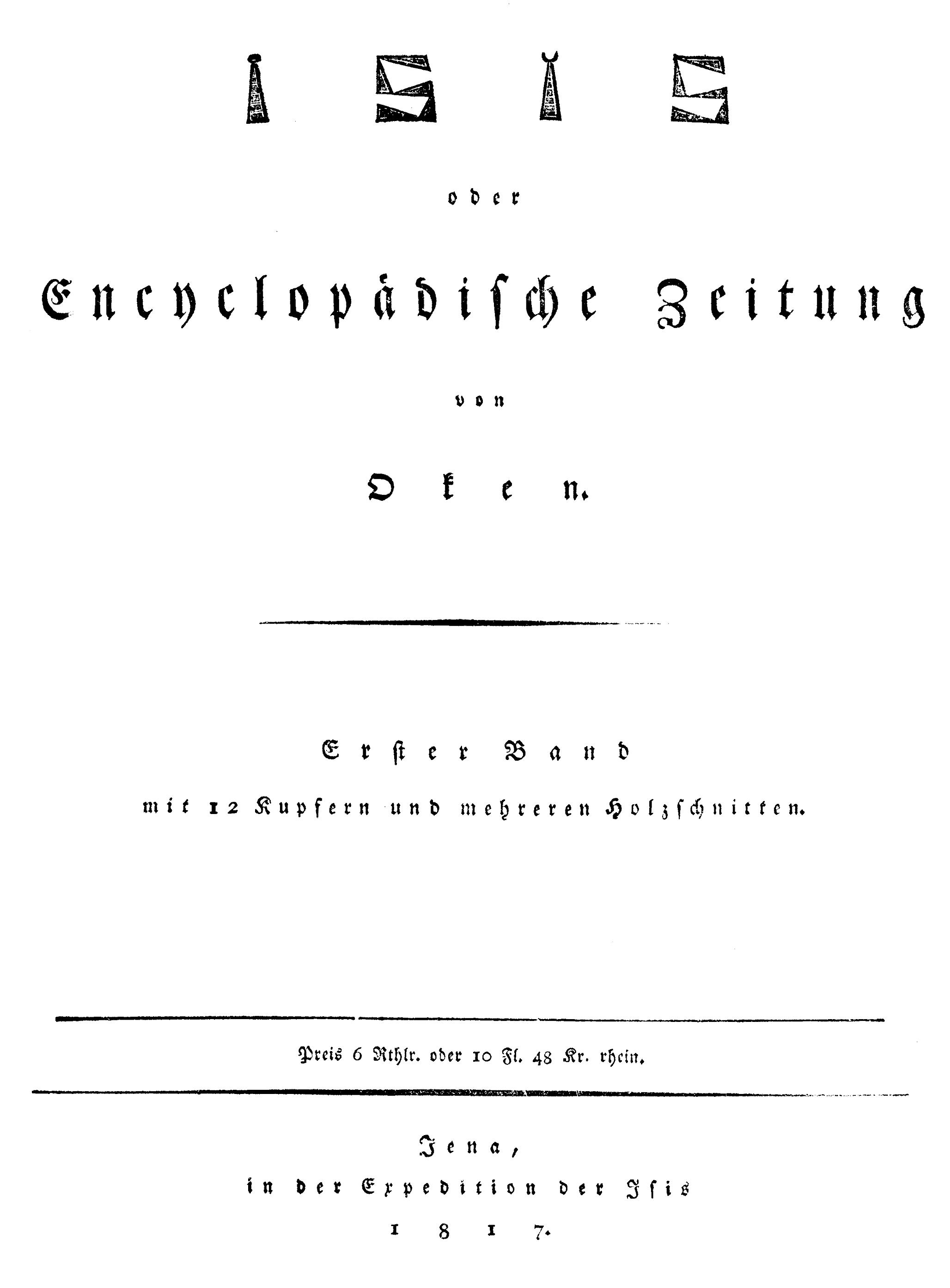
Titelseite des ersten Bandes von 1817.

Die Isis war eine enzyklopädisch angelegte Zeitschrift, deren Schwerpunkt Beiträge zu Naturwissenschaft und Medizin, Technologie und Ökonomie sowie Kunst und Geschichte bildeten. Darüber hinaus wurden in ihr bedeutende Artikel zur Wissenschaftspolitik und Wissenschaftsorganisation veröffentlicht. Die von Lorenz Oken herausgegebene und von Friedrich Arnold Brockhaus verlegte Isis war die erste fachübergreifende Zeitschrift im deutschsprachigen Raum.
Die 41 Bände der nach der ägyptischen Göttin Isis benannten Zeitschrift wurden nominell von 1817 bis 1848 publiziert. Das erste Heft erschien jedoch bereits am 1. August 1816, während sich die Drucklegung des letzten Heftes bis zum Februar 1850 verzögerte. Bis 1832 trug die Isis den Titelzusatz Encyclopädische Zeitung. Nachdem sich der Schwerpunkt der in ihr veröffentlichten Beiträge gewandelt hatte, änderte Oken den Titelzusatz 1833 in Encyclopädische Zeitschrift, vorzüglich für Naturgeschichte, vergleichende Anatomie und Physiologie. Die anfangs in Jena gedruckte Zeitschrift wurde nach ihrem Verbot im Großherzogtum Sachsen-Weimar-Eisenach seit dem Sommer 1819 im nahegelegenen Rudolstadt in der Hofbuchdruckerei des Fürstentums Schwarzburg-Rudolstadt hergestellt. Die ursprüngliche Auflagenhöhe der Zeitschrift von 1500 Exemplaren sank in den ersten Jahren des Bestehens schnell ab und betrug in den letzten Jahren noch etwa 200 Exemplare.
Eigentlich als unpolitische Zeitschrift konzipiert, sah sich Oken in den ersten Jahren des Bestehens der Isis gezwungen, vehement für die Gewährleistung der Pressefreiheit einzutreten. Die Folge waren zahlreiche, sich zum Teil zeitlich überlappende Prozesse gegen Oken, die in zeitweiligen Verboten der Isis im Großherzogtum Sachsen-Weimar-Eisenach mündeten. Im Vorfeld der Karlsbader Beschlüsse führte dies Ende Juni 1819 unter dem Druck der Staaten der Heiligen Allianz zu Okens Entlassung als Professor der Universität Jena.
Von 2006 bis 2013 wurde an der Friedrich-Schiller-Universität Jena in einem von der Deutschen Forschungsgemeinschaft geförderten Projekt die Bedeutung der Isis für die wissenschaftliche Kommunikation und die Popularisierung der Naturwissenschaften in der ersten Hälfte des 19. Jahrhunderts untersucht.

## Entstehungsgeschichte
In einem Brief vom 11. April 1814 nahm Lorenz Oken erstmals Kontakt zum Verleger Friedrich Arnold Brockhaus auf und bot diesem seine Schrift Neue Bewaffnung, neues Frankreich, neues Theutschland zum Druck an. Der Druck durch Brockhaus kam nicht zustande, jedoch lieferte Oken in der Folgezeit Beiträge zu Brockhaus’ Conversations-Lexikon und war seit spätestens Juni 1815 Mitarbeiter der von Brockhaus nach der Völkerschlacht bei Leipzig seit Oktober 1813 herausgegebenen Deutschen Blätter, die sich 1813/1814 zur bedeutendsten Zeitschrift im mitteldeutschen Raum entwickelten. Vermutlich Ende Juni/Anfang Juli 1815 übernahm Oken die Redaktion der Tagesgeschichte, einem Beiblatt zu den Deutschen Blättern, das sich der Tagespolitik widmete und für die er die Nummern 1 bis 16 verfasste und redigierte. Mit dem Ende der Befreiungskriege verlagerte sich der inhaltliche Schwerpunkt der Deutschen Blätter von der Kriegsberichterstattung hin zur allgemeinen Tagespolitik, der mit einem erheblichen Rückgang der Auflage von anfangs 4000 auf 1100 Exemplare verbunden war. Am 22. Februar 1816 gab Brockhaus bekannt, dass er die Deutschen Blätter einstellen werde. Oken bedauerte diesen Entschluss und drängte Brockhaus mehrfach, die Deutschen Blätter in anderer Form fortzuführen. Er legte Brockhaus sein enzyklopädisches Konzept einer neuen Zeitschrift vor, in deren Mittelpunkt nicht die aktuelle Politik, sondern Naturwissenschaften, Kritik, Geschichte und Staatskunde stehen würden. Brockhaus sollte lediglich Druck- und Versandkosten tragen. Am 31. März 1816 kam es mit Brockhaus zu einem ersten Verlagskontrakt über die Encyclopädischen Blätter. Im letzten Heft der Deutschen Blätter stellte Oken sein Konzept den Lesern vor.

## Konzeption

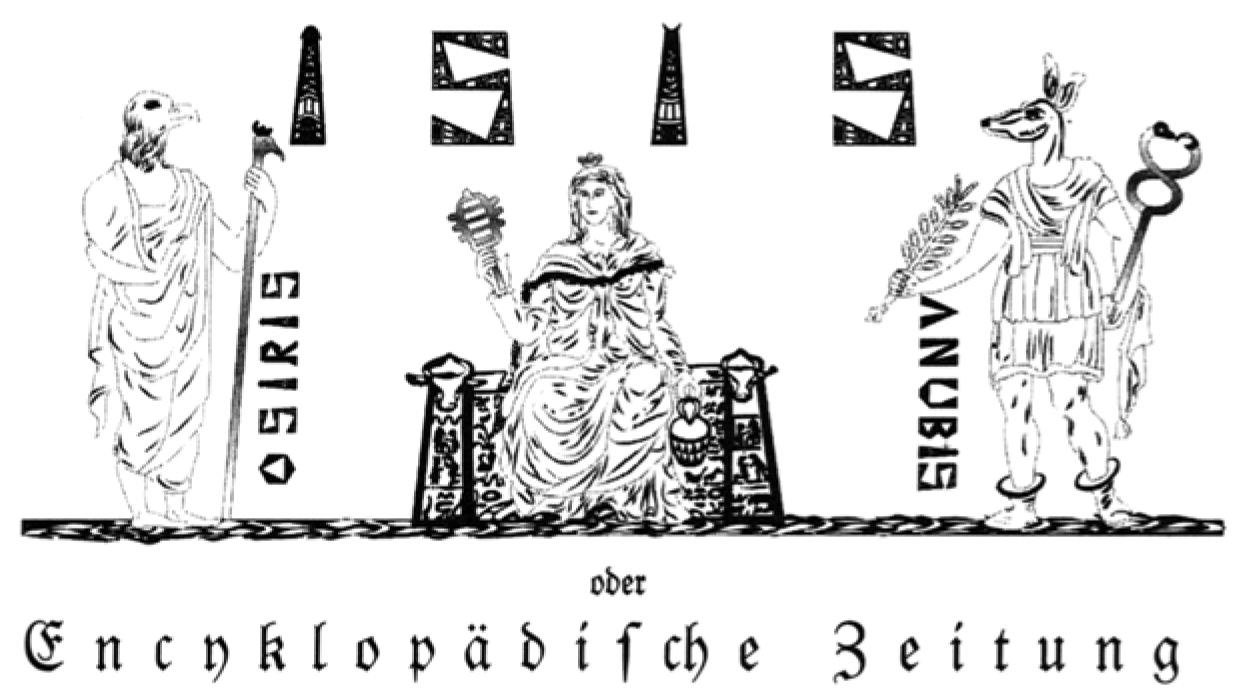
Titelkopf der Isis

Die gestalterische Konzeption der Isis verzögerte sich bis in den Juli 1816, da Oken noch den zoologischen Teil seines Lehrbuchs der Naturgeschichte ausarbeitete. Oken handelte mit Brockhaus aus, dass in jedem Heft eine Kupfertafel erscheinen sollte und setzte sich für einen niedrigen Verkaufspreis ein. Uneins waren sie sich über die Anordnung der Angaben im Titelkopf und die Text- und Bildgestaltung. Für den Titelkopf ließ Oken einen Holzschnitt anfertigen, in dessen Mitte die Göttin Isis auf einem altägyptischen Thronsessel dargestellt ist. Links wird sie von ihrem Gatten Osiris flankiert, der einen Geierkopf und einen Stab trägt. An ihrer rechten Seite befindet sich Anubis mit Schakalskopf, Palmenzweig und Schlangenzepter. Für Titelkupfer und spätere weitere Kupfertafeln gewann Oken den Rektor der Leipziger Kunstakademie, Veit Schnorr von Carolsfeld (1764–1841). Differenzen gab es darüber, ob fremdsprachige Beiträge ins Deutsche übersetzt werden sollten. Oken sprach sich aufgrund der schwierigen Übertragung bestimmter Fachwörter dagegen aus. Brockhaus befürwortete aus Gründen der Popularisierung eine Übersetzung.
Der Titel Isis tauchte erstmals Ende Juli, kurz vor der Drucklegung der ersten Ausgabe, im Briefwechsel zwischen Oken und Brockhaus auf. Beim Titelzusatz einigten sich beide in Anlehnung an den ursprünglich vorgesehenen Titel der Zeitschrift auf Encyclopädische Zeitung. Den vom Drucker Johann Georg Schreiber in Jena hergestellten Entwurf der ersten Ausgabe schickte Oken am 13. Juli 1816 mit der Bemerkung an Brockhaus’ Verlag in Altenburg, dass es Brockhaus freigestellt sei, beliebige Änderungen daran vorzunehmen. Diese am 1. August 1816 erschienene erste Ausgabe der Isis leitete Oken mit einem Auszug aus dem Grundgesetz über die Landständische Verfassung des Großherzogthums Sachsen-Weimar-Eisenach ein. In ihr stellte er die programmatische Ausrichtung seiner neuen Zeitschrift vor. Die Themenbereiche Naturwissenschaften und Medizin, Mathematik, Technologie und Ökonomie, Kunst und Geschichte sollten Gegenstand der Isis sein. Ausdrücklich ausgeschlossen wurden Rechtswissenschaften und Theologie. Oken schrieb „Darum sey die Geschichte der Spiegel dieser Zeitschrift, die Natur ihr Fußboden, die Kunst ihre Säulenwand. Den Himmel lassen wir uns offen.“ Jeder konnte Beiträge zur Veröffentlichung an die Isis schicken. Ein Honorar für veröffentlichte Artikel zahlte Oken nicht.

## Okens Streiten für Meinungs- und Pressefreiheit

### Rechtsstreit mit Eichstädt

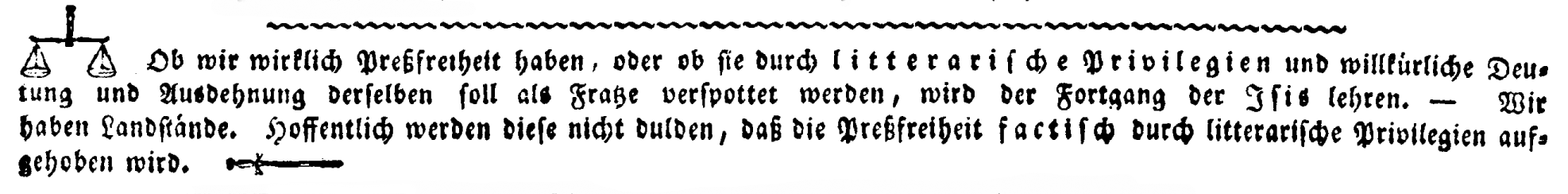
Ob wir wirklich Preßfreiheit haben, oder ob sie durch litterarische Privilegien und willkürliche Deutung und Ausdehnung derselben soll als Fratze verspottet werden, wird der Fortgang der Isis lehren. – Wir haben Landstände. Hoffentlich werden diese nicht dulden, daß die Preßfreiheit factisch durch litterarische Privilegien aufgehoben wird. Aus der zweiten Ausgabe der Isis von 1816.

Bereits vor dem Erscheinen der Isis erfuhr der Jenenser Altphilologe Abraham Eichstädt von der geplanten neuen Zeitschrift. Eichstädt, der die Jenaische allgemeine Literatur-Zeitung herausgab, besaß seit 1803 ein Exklusivrecht für die Veröffentlichung von Rezensionen in Sachsen-Weimar-Eisenach. Da er um die finanzielle Sicherheit seines Blattes fürchtete, wandte sich Eichstädt an den Präsidenten des Staatsministeriums in Weimar Christian Gottlob Voigt und erwirkte mit Datum vom 17. Juli 1816 eine Erneuerung dieses Privilegs. Oken sah darin eine Verletzung der in der Weimarer Verfassung vom 15. Mai 1816 garantierten Pressefreiheit und höhnte in der zweiten Ausgabe der Isis: „Ob wir wirklich Preßfreiheit haben, oder ob sie durch litterarische Privilegien und willkürliche Deutung und Ausdehnung derselben soll als Fratze verspottet werden, wird der Fortgang der Isis lehren.“ Eichstädt reichte am 1. August 1816 Klage gegen Oken und die Isis ein. Oken wurde in einem Urteil vom 23. August aufgefordert, die Veröffentlichung von Rezensionen und politischen Artikeln zu unterlassen. Bei Zuwiderhandlung wurden ihm eine Strafzahlung von 50 Talern und das Verbot der Isis angedroht. Oken, dem das Urteil acht Tage später bekannt wurde, protestierte am 2. September bei der Weimarer Regierung gegen dieses Urteil und fügte seinem Schreiben zur Untermauerung seines Standpunktes die ersten fünf Ausgaben der Isis bei. Im Laufe des Septembers 1816 wurde das Urteil gegen Oken und die Isis schließlich zurückgenommen. Vorausschauend kommentierte Johann Wolfgang von Goethe am 30. Juli 1816 die Vorgänge in seinem Tagebuch mit der Bemerkung: „Isis als Hydra“.

### Goethes Empfehlung für ein Verbot
Um die Streitigkeiten mit Eichstädt nicht zu verschärfen, hatte Oken die ersten vier Ausgaben ausschließlich mit naturwissenschaftlichen Themen gefüllt und schlug Brockhaus vor, zunächst auf brisante politische Artikel zu verzichten, da politische Zeitungen im Herzogtum Sachsen-Weimar-Eisenach noch unter Zensur stünden. Brockhaus war damit jedoch nicht einverstanden und verzögerte die Auslieferung der ersten vier Nummern.
Durch die fortschreitende Auseinandersetzung mit Eichstädt sah sich Oken schließlich seinerseits gezwungen politische Themen in die Isis aufzunehmen. In der sechsten Nummer der Isis platzierte er eine Preisaufgabe, in der er die Existenzberechtigung von literarischen Privilegien hinterfragte. In der neunten Nummer und den zwei folgenden Ausgaben kritisierte Oken das am 5. Mai 1816 in Kraft getretene Grundgesetz über die Landständische Verfassung des Großherzogthums Sachsen-Weimar-Eisenach. Außerdem hatte Oken in der dritten Ausgabe der Isis den vom 5. Dezember 1811 stammenden Brief der Rostocker Professoren Samuel Gottlieb Vogel, Wilhelm Josephi, Georg Heinrich Masius (1771–1823), Karl Ernst Theodor Brandenburg (1772–1827) abgedruckt, in dem sie mit Verweis auf Okens pompöse Naturphilosophie dessen Berufung auf den vakanten Lehrstuhl für Naturgeschichte der Universität Rostock ablehnten. Oken illustrierte den Abdruck mit einer Vignette, auf der Eselsköpfe dargestellt sind.
Aufgrund dieser Isis-Ausgaben verfasste Christian Gottlob von Voigt am 10. September 1816 eine Anklageschrift. Oken wurden Beleidigung der höchsten Regentenwürde des Landesfürsten und Beleidigung der Amtswürde, der Angriff einiger deutscher Regierungen und deren Herrscher sowie Beschimpfung auswärtiger Amtsbehörden und der Rostocker Professoren zur Last gelegt. Großherzog Carl August leitete die Anklageschrift eine Woche später an die Landesdirektion zur Begutachtung weiter. Die vom Vorsitzenden der Landesdirektion Anton Ziegesar (1783–1843), dem Leiter der Verwaltungs- und Polizeibehörde Karl Wilhelm von Fritsch sowie dem Leiter des Schul- und Kirchwesens Ernst Christian August von Gersdorff verfassten Gutachten wurden gemeinsam mit den ersten elf Ausgaben der Isis in einer Akte mit dem Titel Acta Geheimer Staats-Canzley Den Unfug der Preßfrechheit besonders der Isis betr. 1816 gesammelt.
Diese Akte sandte Großherzog Carl August Ende September an Goethe und bat diesen um sein Urteil. Wie aus seinen Tagebuchnotizen hervorgeht, benötigte Goethe mehrere Tage, um die Angelegenheit der Isis zu überdenken. In seinem Antwortschreiben vom 5. Oktober empfahl Goethe dem Großherzog, Oken nicht persönlich zu belangen, wohl aber gegen den Drucker der Isis vorzugehen und so ein Druckverbot der Zeitschrift durchzusetzen. Carl August befolgte den Ratschlag Goethes nicht, sondern stellte die Strafverfolgung ein.

### Das Wartburgfest und die beschlagnahmte Nummer 195 derIsis

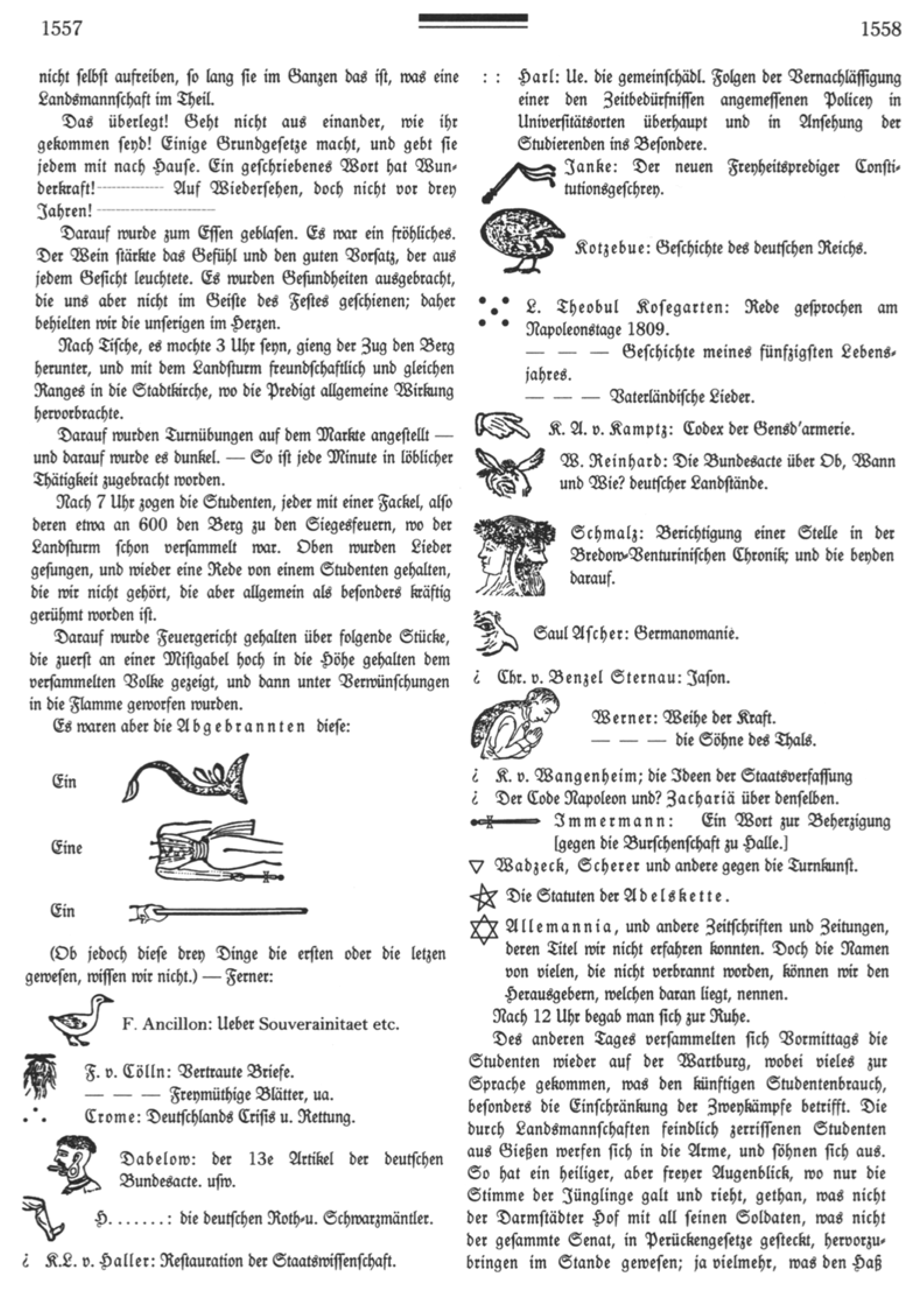
Die Liste der beim Wartburgfest verbrannten Bücher aus der beschlagnahmten Nummer 195 der Isis von 1817

Vor Ende 1816 wurde die Isis in Österreich verboten. Oken setzte sich derweil weiterhin für die Pressefreiheit ein und ließ beispielsweise unter dem Titel Gegen die Beschränkung der Preßfreiheit einen Bericht über die Versammlung der niederländischen Stände erscheinen. In einem Brief vom 11. Juni 1817 beschwerte sich der preußische Polizeiminister Wilhelm Ludwig Georg Fürst zu Wittgenstein bei Carl August über eine im Oppositions-Blatt erschienene abfällige Kritik an einer preußischen Verordnung von 1811 und eine kleine Anmerkung in der Isis, in der sich Oken über Preußens Anmaßung beklagte, sich selbst in unbedeutende Angelegenheiten wie die der Wiener Landwirtschaftsgesellschaft einmischen zu wollen. Sechs Tage später  erging an den Herausgeber des Oppositions-Blattes Friedrich Justin Bertuch und Oken eine ernsthafte Verwarnung mit dem Hinweis, „daß bei fernerer Nichtachtung der landesherrlichen resp. obrigkeitlichen Befehle mit der Unterdrückung dieser Zeitschrift vorgeschritten werden wird“.
Während des Wartburgfestes, an dem Oken und weitere Jenenser Professoren teilnahmen, kam es am Abend des 18. Oktober 1817 zu einem Autodafé, bei dem Teile einer preußischen Ulanenuniform, ein hessischer Soldatenzopf und ein österreichischer Korporalstock, sowie mehrere Bücher von als reaktionär geltenden Verfassern, darunter Karl Albert von Kamptz, Theodor Schmalz, Karl Ludwig von Haller und August von Kotzebue, verbrannt wurden. Vierzehn Tage später veröffentlichte Oken einen Bericht über das Treffen auf der Wartburg, der auch eine mit Spottzeichen versehene Aufzählung der verbrannten Bücher und Gegenstände enthielt.
Der leitende Direktor des Polizeiministeriums in Berlin Kamptz, dessen Codex der Gensd’armerie zu den verbrannten Büchern gehörte, wetterte in einem Brief vom 9. November 1817 an Großherzog Carl August über den „Haufen verwilderter Professoren und verführter Studenten“ und schrieb weiter: „Wenn in Eurer Königlichen Hoheit Staaten wahre Denk- und Preßfreiheit wirklich blüht, so ist mit derselben eine durch Feuer und Mistgabeln, von Schwärmern und Unmündigen geübte Zensur und ein terroristisches Verfahren gegen die Denk- und Preßfreiheit in anderen Staaten gewiß nicht vereinbarlich.“ Am folgenden Tag entlastete ein Bericht des Weimarschen Staatsministers Karl Wilhelm von Fritsch Oken und die anderen Professoren, in dem festgestellt wurde, dass diese nicht an der Verbrennung teilgenommen hatten. Dennoch wurde am 27. November 1817 die Nummer 195 beschlagnahmt und ein vorläufiges Druckverbot der Isis erlassen, das am 15. Dezember wieder aufgehoben wurde. Vom 2. Dezember an untersuchte eine aus Mitgliedern der Weimarer Landesregierung bestehende Kommission die Vorfälle um die Isis. Oken wurde mehrfach in Weimar befragt. Die Kommission legte ihren Bericht am 20. Dezember der Landesregierung vor. Diese war gewillt, die beschlagnahmten Exemplare der Isis wieder herauszugeben, falls die beanstandeten Stellen entfernt würden. Auf diesen Handel ließ sich Oken nicht ein. „Wegen Vergehen gegen die höchste Regentenwürde des Landesfürsten, Vergehen gegen die Amtswürde der oberen Landesbehörden und des academischen Senats zu Jena, Verunglimpfung deutscher Regenten und Regierungen und Beschimpfung auswärtiger Amtsbehörden“ wurde Oken am 24. Januar 1818 zu sechs Wochen Haft verurteilt. Gemeinsam mit seiner Ende März 1818 von der Bremer Zeitung veröffentlichten Stellungnahme ließ Oken das Urteil in vollem Wortlaut in der Isis drucken. Oken legte beim Jenaer Oberappellationsgericht Berufung gegen das Urteil ein und wurde am 29. April 1818 freigesprochen.

### Der August-von-Kotzebue-Vorfall
Durch eine Indiskretion gelangte der Jenenser Geschichtsprofessor Heinrich Luden Mitte Dezember 1817 in den Besitz eines der zahlreichen vom russischen Generalkonsul Kotzebue geschriebenen und für den Zaren Alexander I. bestimmten Bulletins. Er verfasste für die Zeitschrift Nemesis einen bissigen Kommentar darüber, dessen Erscheinen und Weiterverbreitung per Gerichtsbescheid vom 15. Januar 1818 durch Kotzebue verhindert werden konnte. Oken veröffentlichte Ludens Artikel dennoch im ersten Heft der Isis von 1818. Nach dem Erscheinen der Ausgabe wurden die noch vorhandenen Exemplare beschlagnahmt. Die Isis wurde am 31. Januar 1818 erneut verboten und konnte erst Ende April wieder erscheinen. Vom Königlich Sächsischen Schöppengericht in Leipzig wurden Luden und Oken zu je drei Monaten Haft bzw. einer Geldstrafe von 60 Talern verurteilt. Oken wählte die Geldstrafe und veröffentlichte erneut die zum Prozess gehörenden Akten in der Isis. Am 23. März 1819 wurde Kotzebue vom Jenenser Burschenschafter und Theologiestudenten Karl Ludwig Sand in Mannheim ermordet.

### Okens Dienstentlassung

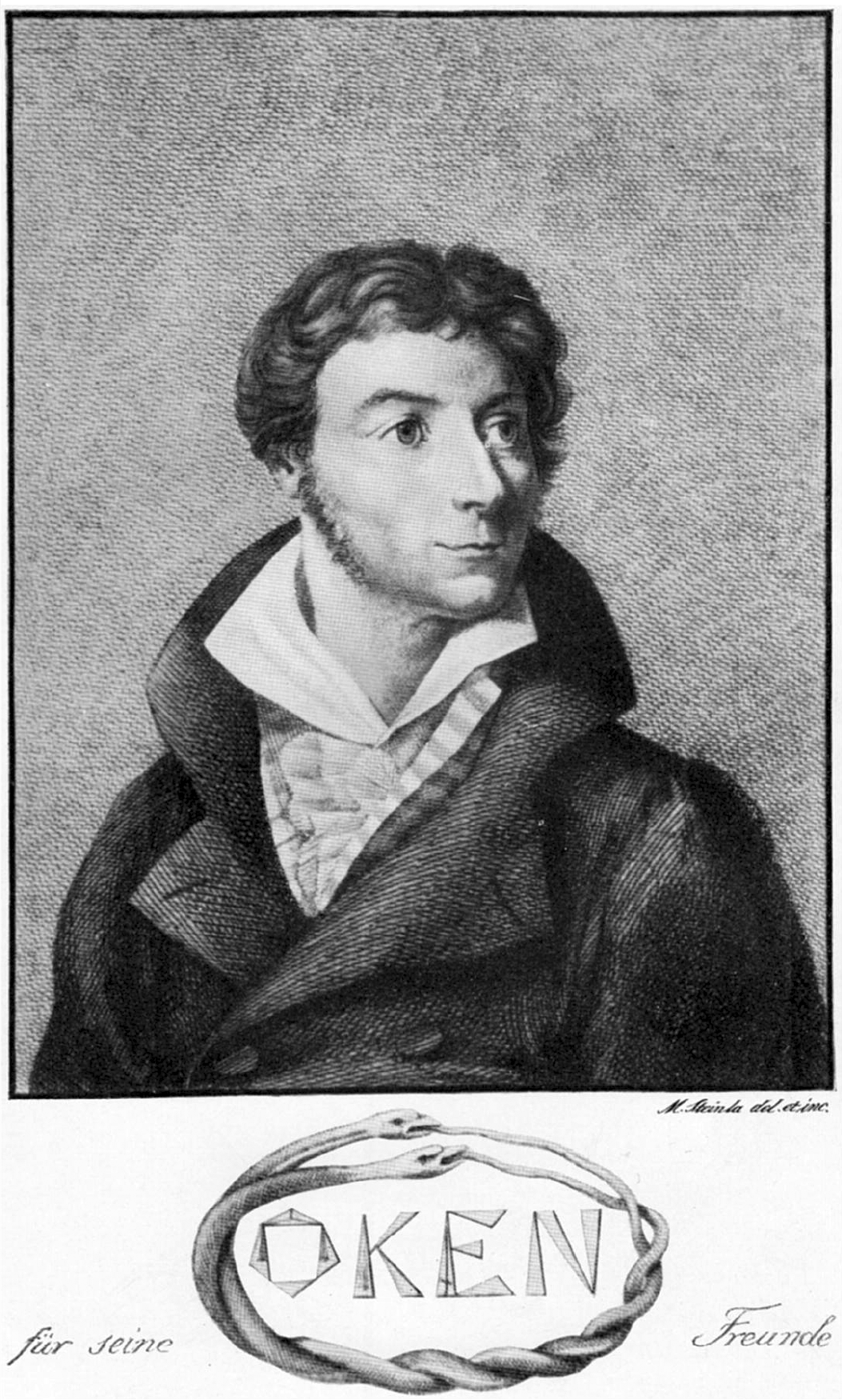
Oken für seine Freunde. Stich von Moritz Steinla (1819)

Die Angriffe aus den Staaten der Heiligen Allianz auf Okens Isis rissen nicht ab. Aufgrund einer hämischen Bemerkung über den preußischen König Friedrich Wilhelm III., die im zwölften Heft des Jahres 1818 abgedruckt war, reichte Karl August von Hardenberg am 29. Januar 1819 bei Großherzog Carl August eine Beschwerde ein, diesmal jedoch ohne Folgen für Oken und die Isis.
Auf dem Aachener Kongress im Herbst 1818 verteilte der russische Zar Alexander I. eine anonym verfasste Denkschrift Alexander Skarlatowitsch Sturdsas (1791–1854) mit dem Titel Memoire sur l’état actuel de l’Allemagne, in der sich Sturdsa über die gefährlichen Umtriebe an den deutschen Universitäten äußerte. Okens Erwiderungen erregten erneut großes Aufsehen. Auf Druck des russischen Gesandten am sächsischen Hof Wassili Wassiljewitsch Chanykow (1759–1829) sah sich der Weimarsche Staatsfiskal Carl August Constantin Schnauß (1782–1832) gezwungen, am 20. April 1819 Anklage gegen Oken einzureichen. Großherzog Carl August von Weimar und Herzog August von Gotha wiesen am 11. Mai den Senat der Universität Jena an, Oken vor die Alternative zu stellen, entweder die Isis einzustellen oder seine Professur niederzulegen. Der Senat versuchte einzulenken, musste aber Oken elf Tage später vor diese Wahl stellen. Nach drei Tagen Bedenkzeit reagierte Oken ausweichend: „Auf das mir gemachte Ansinnen habe ich keine Antwort. Vielleicht ist man in dessen auch auf andere Ansichten gekommen, daß eine Antwort unnöthig ist.“ In seiner Antwort an die Herzöge wies der Senat nochmals auf Okens herausragende Reputation als Lehrer und Forscher hin, jedoch vergeblich. Am 1. Juni 1819 verfügte Herzog Karl Friedrich im Namen und Auftrag seines Vaters die Entlassung Okens und die Einbehaltung seiner Besoldung vom 15. Juni an. Eine gleiche Verfügung des Herzogtums Sachsen-Gotha-Altenburg folgte sechs Tage später. Am 26. Juni 1818 wurde der Druck der Isis provisorisch untersagt.
Um das Verbot zu umgehen, wich Oken mit dem Druck der Isis ins nahegelegene Rudolstadt im Fürstentum Schwarzburg-Rudolstadt aus. Dort übernahm Carl Popo Fröbel (1786–1824), Stiefbruder des Pädagogen Friedrich Fröbel und seit 1815 Inhaber der Hofbuchdruckerei, ab August 1819 den Druck der Isis. Nach Fröbels Tod 1824 wurde die Druckerei zunächst von Fröbels Witwe übernommen und schließlich ab 1832 vom Sohn Günther Fröbel weitergeführt, der 1850 die letzten Hefte der Isis herstellte. Ein geringer Teil der Isis wurde bis 1824/25 in Eisenberg produziert.
Nach den Karlsbader Beschlüssen vom September 1819 wurde es zunehmend schwieriger, politische Themen abzuhandeln. Ihr Anteil an den Artikeln in der Isis sank stark. Nach Brockhaus’ Tod kündigte Oken in der ersten Ausgabe von 1824 an, dass die Isis keine politischen Artikel mehr abdrucken würde.

## Inhalt
Neben Oken trugen zahlreiche Natur- und Geisteswissenschaftler, Schriftsteller und Künstler zum Inhalt der Isis bei. Zu den Autoren, die im ersten Jahrgang der Isis Beiträge veröffentlichten, gehören Alexander von Humboldt, Christoph Wilhelm Hufeland, Madame de Staël, August Wilhelm Schlegel, Georges Cuvier und Johannes Peter Müller. Es erschienen darin Rezensionen über Goethes Aus meinem Leben. Dichtung und Wahrheit, Luigi Valentino Brugnatellis (1761–1818) Kreistafel der chemischen Aequivalente, Christian Gottfried Daniel Nees von Esenbecks System der Pilze und Schwämme, Leopoldo Cicognaras (1767–1834) Von den vier venetianischen Kunstpferden, Charles Robert Cockerells Ueber die ursprüngliche Anwendung der Niobe und ihrer Kinder und Ludwig Wachlers Deutschlands Zukunft in der Gegenwart. In der Isis wurde von den Zuständen an den deutschen Universitäten berichtet, es wurden deren Vorlesungsverzeichnisse veröffentlicht und außerdem regelmäßig Preisaufgaben gestellt.
Von Beginn an nahmen Inhaltsangaben und Zusammenfassungen von in ausländischen wissenschaftlichen und akademischen Zeitschriften erschienenen Veröffentlichungen in der Isis einen breiten Raum ein. Anfangs stammten die zugehörigen Zeitschriften aus dem Vereinigten Königreich, Frankreich, Italien und der Schweiz. Später wurden diese durch Zeitschriften aus Skandinavien, Belgien, den Niederlanden, Russland und den Vereinigten Staaten ergänzt. Bei der Aufbereitung der Artikel verfuhr Oken sehr unterschiedlich. Manchmal bestanden Okens Texte aus einer gekürzten Übersetzung des entsprechenden Artikels, meist fassten sie dessen Hauptinhalt in einem Absatz zusammen. In der Regel wurde die Mehrzahl der Artikel nur mit ihrem – meist ins Deutsche übersetzten – Titel aufgelistet.
In der Isis veröffentlichte Oken 1821 einen ersten Aufruf zu einer Versammlung der deutschen Naturforscher, der im September 1822 zur Gründung der Gesellschaft Deutscher Naturforscher und Ärzte führte. Über die jährlichen Treffen der Gesellschaft erschienen bis zuletzt regelmäßig ausführliche Berichte.
Ab 1833 trug die Isis den neuen Titelzusatz Encyclopädische Zeitschrift, vorzüglich für Naturgeschichte, vergleichende Anatomie und Physiologie. Diese Änderung spiegelte den im Laufe der Zeit veränderten Schwerpunkt der Beiträge wider. Die ohnehin geringe Zahl der Artikel, die sich mit Mathematik und Physik beschäftigten, sank weiter.
Im letzten Jahrgang von 1848 veröffentlichten unter anderem Christian Ludwig Brehm mit Ueber das allmählige Fortrücken der Vögel, Carl Friedrich Wilhelm Siedhofs (1803 – ca. 1867) mit Naturgeschichtliches aus den Vereinigten Staaten von Nordamerica, Johann Jakob Kaup mit Uebersicht der Eulen (Strigidae) und Christian Gottfried Giebel mit Das subhercynische Becken um Quedlinburg in geognostisch-paläontologischer Beziehung Originalbeiträge in der Isis. Einige der in diesem Band besprochenen Publikationen waren Sebastian Eggers (1803–1866) Ueber die Pflichten gegen die Thiere, Franz von Kobells Mineralogie, Christian Gottfried Giebels Fauna der Vorwelt, Mauro Rusconis (1776–1849) Riflessioni sopra il sistema linfatico dei rettili, Johann Malfattis Neue Heilversuche, Karl Bernhard Starks Kunst und Schule und Joseph Hippolyt Pultes (1805–1869) Organon der Weltgeschichte.
In der letzten Ausgabe beendete Oken die Isis mit den Worten: „Damit ist die ganze Isis geschlossen.“

## Höhe der Auflage
In der Anfangszeit von August 1816 bis Februar 1817 betrug die Auflage der mit acht Talern im Jahr recht preisgünstigen Isis 1500 Exemplare. Am 4. März 1817 senkte Brockhaus die Auflage aufgrund mangelnden Absatzes auf 1100 Exemplare und verminderte sie eine Woche später um weitere 100 Stück. Als im Juni 1817 die tatsächlichen Verkaufszahlen feststanden, kam es zu einer weiteren drastischen Reduzierung um 650 Stück. In den Jahren 1825/1826 wurden nur noch 400 Exemplare gedruckt. Danach kam es für die nächsten Jahre bis 1830 wieder zu einer leichten Steigerung auf bis zu 500 Stück. Anschließend sank die Auflage kontinuierlich und lag in den letzten zehn Jahren des Bestehens der Isis bei etwa 200 Exemplaren. Diese relativ geringe Auflagenhöhe war nichts Ungewöhnliches. So lag beispielsweise die der Jahrbücher für wissenschaftliche Kritik, einer der wichtigsten Zeitschriften für wissenschaftliche Rezensionen, in den Jahren von 1827 bis 1846 bei etwa 500 Exemplaren und die der von Johann Friedrich Pierer herausgegebenen Medizinischen Annalen bei 500 bis 700 Stück.

## Forschung
Der deutsche Wissenschaftshistoriker Dietrich von Engelhardt charakterisierte 2001 die Isis als „ein wissenschafts- wie kulturhistorisches Dokument ersten Ranges aus jener Übergangsepoche von Idealismus und Romantik in Positivismus und Realismus“, deren Analyse noch ausstünde. Seit 2006 wird am von Olaf Breidbach geleiteten Institut für Geschichte der Medizin, Naturwissenschaft und Technik der Friedrich-Schiller-Universität Jena in einem von der Deutschen Forschungsgemeinschaft geförderten Projekt die Bedeutung der Isis für die wissenschaftliche Kommunikation und die Popularisierung der Naturwissenschaften in der ersten Hälfte des 19. Jahrhunderts sowie ihre ökonomischen Struktur untersucht. In einem im Juli 2006 begonnenen Dreijahresprojekt wertete Claudia Taszus zunächst schwerpunktmäßig die in der Fröbelschen Hofbuchdruckerei aufgefundenen Firmenunterlagen aus. 2009 schloss sich ein Projekt an, mit dem die Korrespondenz zwischen Oken und dem Brockhaus-Verlag erschlossen werden soll. Zu den von der Deutschen Forschungsgemeinschaft geförderten Aktivitäten gehört ebenfalls die von der Thüringer Universitäts- und Landesbibliothek und dem Sonderforschungsbereich Ereignis Weimar-Jena. Kultur um 1800 der Universität Jena vorgenommene Digitalisierung, Erschließung und Online-Präsentation der Isis.

## Nachweise

### Beiträge in derIsis
1. ↑  In: Isis. Band 1, Heft I, Nummer 1, 1816, Sp. 5–6 (online).
2. ↑  In: Isis. Band 1, Heft I, Nummer 2, 1816 (online).
3. ↑  Preisaufgabe an alle Juristenfacultäten der ganzen Welt. In: Isis. Band 1, Heft I, Nummer 6, 1816, Sp. 43–44 (online).
4. ↑  Über das Grundgesetz über die Landständische Verfassung des Großherzogtums Sachsen – Weimar – Eisenach. In: Isis. Band 1, Heft I, Nummer 9–11, 1816, Sp. 65–84 (online).
5. ↑  In: Isis. Band 1, Heft I, Nummer 3, 1816, Sp. 22 (online).
6. ↑  Gegen die Beschränkung der Preßfreiheit. In: Isis. Heft III, Nummer 38, 1817, Sp. 297–304 (online).
7. ↑  Isis. Heft VIII, Nummer 138, 1817, Sp. 1097 (online).
8. ↑  Der Studentenfrieden auf der Wartburg. In: Isis. Heft XI/XII, Nummer 195, 1817, Sp. 1553–1559 (online).
9. ↑  Ueber Okens Urtheil von Oken : (Aus der Bremer Zeitung, 26. März 18.). In: Isis. Heft IV, 1818, Sp. 748–761, (online).
10. ↑  Urtheil. In: Isis. Heft IV, 1818, Sp. 739–748, (online).
11. ↑  [Heinrich Luden]: Die (angeblichen) Bulletins des Herrn von Kotzebue: ein Beitrag zu Kenntnis der Zeit. In: Isis. Heft I, 1818, Sp. 202–215 (online).
12. ↑  Die Ursache. In: Isis. Heft II, 1818, Sp. 404 (online).
13. ↑  Entscheidungsgründe. In: Isis. Heft IV, 1818, Sp. 762–765 (online).
14. ↑  Stourdza. In: Isis. Heft XI, 1818, Sp. 1941–1944 (online).
15. ↑  Auch eine Denkschrift über den gegenwärtigen Zustand von Deutschland, oder Würdigung der Denkschrift des Herrn von Stourdza in juridischer, moralischer, politischer und religioser Hinsicht / Vom Professor Krug in Leipzig. - Leipzig : Brockhaus, 1819. In: Isis. Heft II, 1819, Sp. 361–362 (online).
16. ↑  Okens Dienstentlassung. In: Isis. Heft V, 1819, nach Sp. 800 unnummeriert eingefügt (online).
17. ↑  Versammlung der deutschen Naturforscher. In: Isis. Litterarischer Anzeiger. 1821, Sp. 196–198 (online).
18. ↑  In: Isis. Heft XII, 1848, Sp. 1077–1078 (online).